# Melissa Wijfjeová
Melissa Wijfjeová (* 21. července 1995 Ter Aar) je nizozemská rychlobruslařka.
Od roku 2013 se účastnila Světového poháru juniorů, v seniorském Světovém poháru debutovala roku 2014. Na juniorských světových šampionátech v letech 2014 a 2015 získala čtyři zlaté medaile. Prvního seniorského šampionátu se zúčastnila v roce 2018, kdy na Mistrovství Evropy vyhrála s nizozemským týmem stíhací závod družstev. Na ME 2020 získala bronzovou medaili v závodě s hromadným startem a zlatou medaili ve stíhacím závodě družstev. Ve stíhacím závodě družstev vybojovala stříbro na MS 2020.